# Cosmic Genesis
Cosmic Genesis – trzeci album szwedzkiej metalowej grupy Vintersorg, wydany 3 listopada 2000 roku. Płyta odeszła od stylu znanego z poprzednich płyt (głównie folk metal) na rzecz metalu progresywnego z dużą domieszką muzyki elektronicznej.

## Lista utworów
1. "Astral and Arcane" – 6:56
2. "Algol" – 6:08
3. "A Dialogue with the Stars" – 5:47
4. "Cosmic Genesis" – 7:06
5. "Om Regnbågen Materialiserades" – 5:01
6. "Ars Memorativa" – 5:09
7. "Rainbow Demon" – 4:01 (cover Uriah Heep)
8. "Naturens Galleri" – 5:22
9. "The Enigmatic Spirit" – 4:45

## Twórcy
- Vintersorg – śpiew, gitara elektryczna, gitara basowa, akustyczna, gitary tremolo, instrumenty klawiszowe, programowanie i edycja pętl
- Mattias Marklund – gitara, gitara rytmiczna
- Nils Johansson – programowanie, instrumenty klawiszowe, edycja pętl, keyboard Korg MS20 (sesyjnie)